# Site Hillman

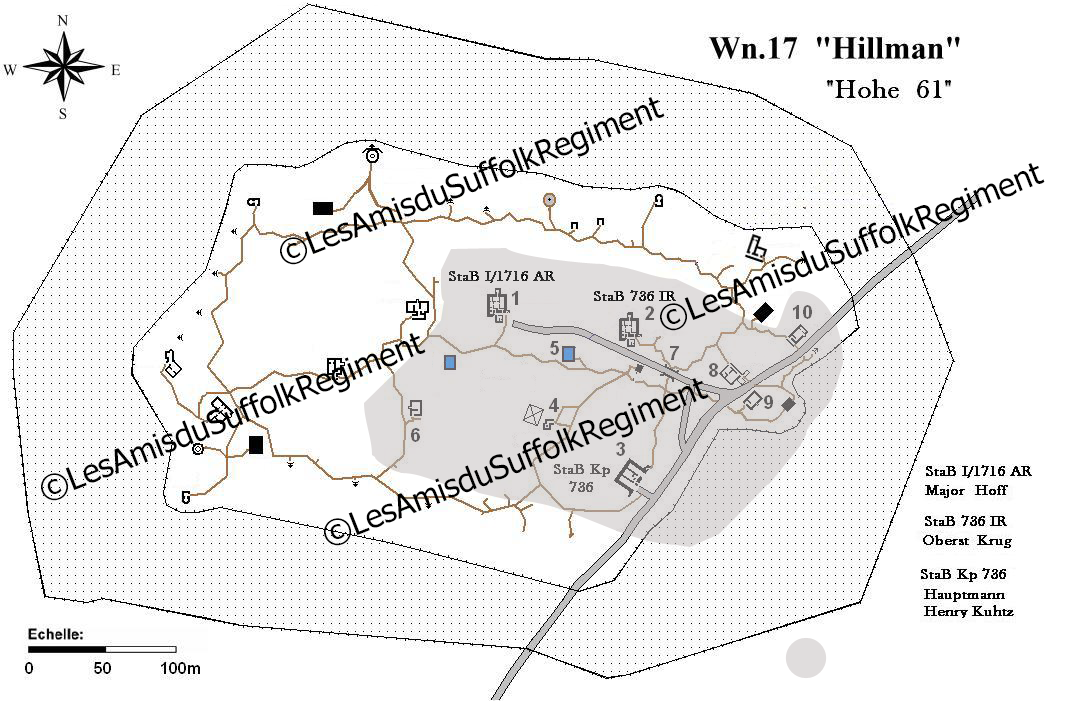
Légende
1 : poste de commandement (artillerie)
2 : poste de commandement (infanterie)
3 : mémorial du Suffolk Rgt
4 : puits
5 : réservoir d’eau
6 : poste de garde sud
7 : pont
8 : cuisine
9 : poste de garde est
10 : poste de garde nord.

 (août 2023).
Pour les articles homonymes, voir Hillman (homonymie).
Le Widerstandnest 17, plus connu sous le nom de code allié de site Hillman, est un point fortifié allemand du Mur de l'Atlantique, construit pendant la Seconde Guerre mondiale sur le territoire de la commune côtière de Colleville-Montgomery en Normandie. Dominant la plage de Sword Beach, Hillmann résiste aux assauts des Britanniques jusqu'au matin du 7 juin 1944, lendemain du jour du débarquement.

## Présentation
À partir de 1942, au sud de la commune de Colleville-Montgomery qui s’appelait alors Colleville-sur-Orne, les Allemands construisirent un site fortifié de 18 emplacements bétonnés souterrains, le Widerstandsnest 17, plus connu sous son nom de code donné par les Alliés : Hillman. La côte au nord de Caen est défendue par plusieurs widerstandnesten (nids de résistance) sur le littoral comme en profondeur en direction de Caen. La route de Colleville à Caen est ainsi barrée par le WN 16 — appelé Morris par les Alliés — puis par le WN 17. Les principaux WN que devront affronter les troupes débarquées à Sword Beach ont été nommés par les Alliés Trout (WN 10), Daimler (WN 12), Sole (WN 14) Rover (WN 15) et Cod (WN 20), des noms de poissons et de constructeurs automobiles.
Le WN 17 est le poste de commandement des défenses côtières du 736e régiment de grenadiers, commandés par le colonel Ludwig Krug. Quelque 150 hommes vivent et travaillent dans des blockhaus enterrés et couverts de 2 mètres de béton. Certains de ces blockhaus étaient munis de coupoles blindées de 20 à 30 cm d’épaisseur servant à l’observation et de tobrouks équipés de mitrailleuses pour la défense du site. Ces blockhaus étaient également munis d’un système de ventilation mécanique ainsi que de systèmes de chauffage. À l’extérieur, un réseau complexe de tranchées reliait les différentes positions souterraines qui contenaient les salles de contrôle du quartier général, les salles des transmissions, les salles radios, la salle des repas et les quartiers de repos. Tous les points fortifiés étaient reliés entre eux par des lignes téléphoniques enterrées à deux ou trois mètres de profondeur.
Situé à 45 m au-dessus du niveau de la mer, l'ensemble de la position était stratégiquement bien placé et donnait un visuel sur une grande partie des plages du débarquement ainsi que sur l'embouchure de l'Orne. La zone de feu s'étendait ainsi à 600 mètres et plus dans plusieurs directions.

## Le Jour J
Le 6 juin 1944, la 3e division britannique débarque à Hermanville et Colleville avec pour objectif la prise de la ville de Caen, 12 km au sud. C’est au 1er bataillon du Suffolk Regiment qu’échût la tâche de s’emparer de Morris et de Hillman. Bien conçu, Hillman résiste jusqu'au matin du 7 juin. L’état-major britannique avait sous-estimé fortement la capacité de résistance d’Hillman.
Aujourd'hui, des historiens considèrent que la forte résistance du point fortifié Hillman fut un des éléments qui empêcha la 3e division d’infanterie britannique de s’emparer de Caen dès le 6 juin au soir.

## Après-guerre
Dans les années d’après-guerre, ces emplacements souterrains furent peu à peu comblés de terre et de gravats, ce qui d’ailleurs a permis de les conserver en très bon état. En 1989, une habitante de Colleville-Montgomery, Madame Lénauld, propriétaire d’une des parcelles sur laquelle est implanté un des blockhaus, en fit don au Suffolk Regiment. Un mémorial a été installé dans le blockhaus et fut inauguré en présence des vétérans du Suffolk Regiment le 6 juin 1989.
Depuis, une association de Colleville-Montgomery, Les Amis du Suffolk Regiment, a entrepris bénévolement, et avec l’appui de la commune, de dégager puis de remettre en état plusieurs autres blockhaus dont le PC du colonel Krug.

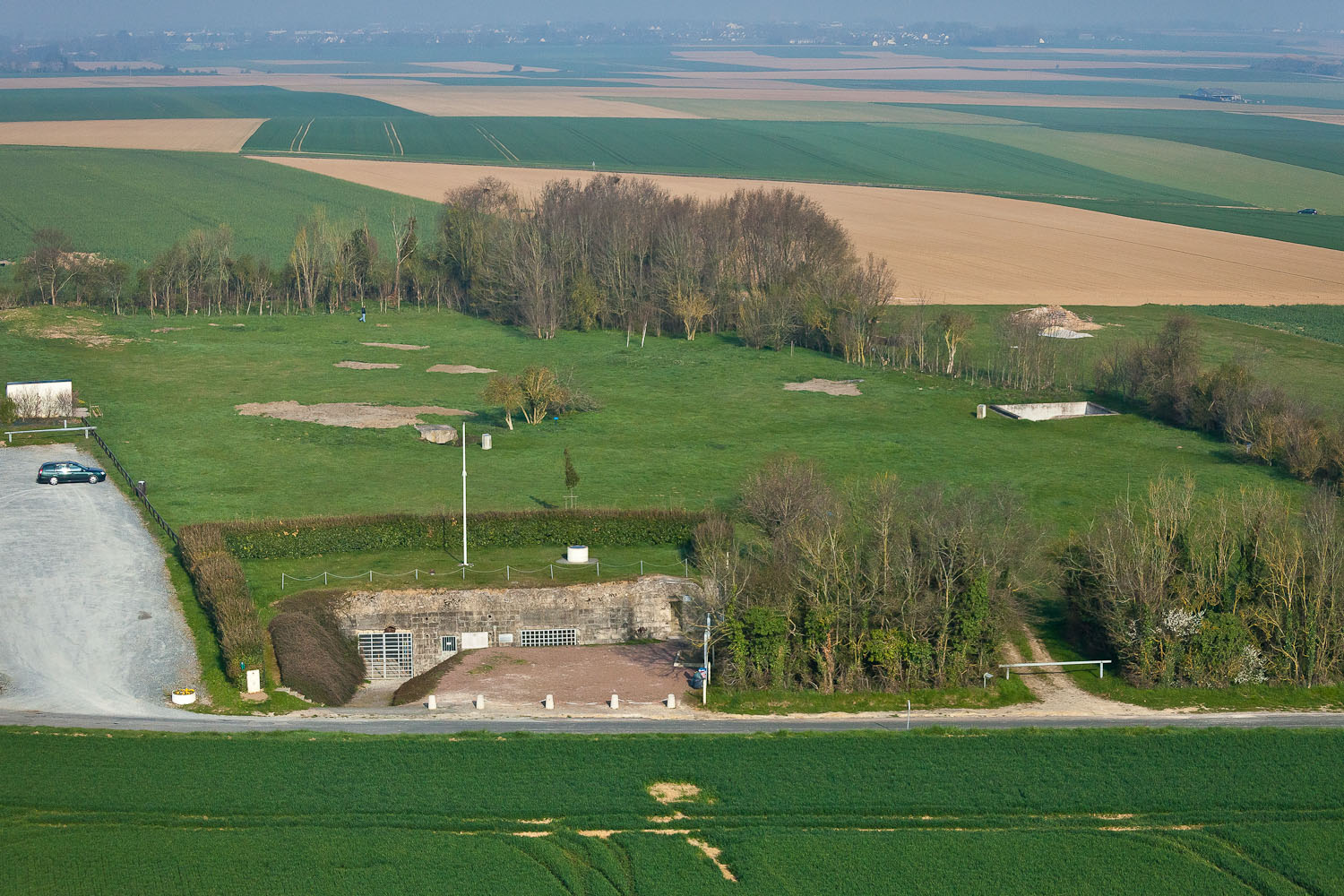
Poste de commandement côtier allemand (vue aérienne).

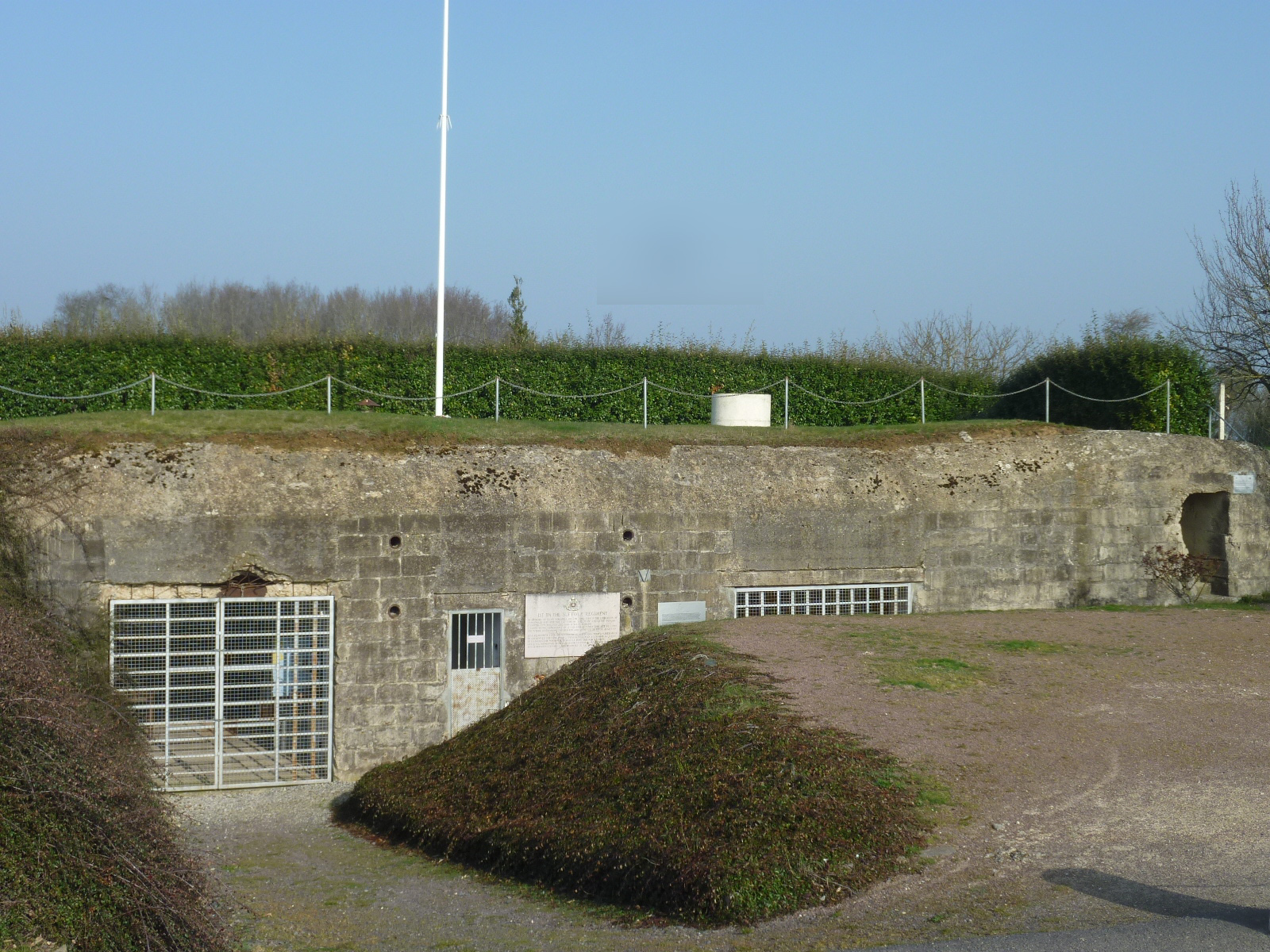
Blockhaus donné au Suffolk Regiment en 1989 pour devenir leur mémorial.